# Androsace velue
Androsace villosa
Espèce
Classification phylogénétique
L'Androsace velue (Androsace villosa) est une espèce de plantes à fleurs de la famille des Primulaceae et du genre Androsace.
C'est une plante herbacée vivace.

## Distribution
En France : Alpes et Pyrénées.

## Culture
Zones de rusticité: 4-8
Exposition : soleil 
Sol : pauvre, drainé, sec
Multiplication : germe en 1-2 mois à 13-18 °C; ou après 1-2 semaines de froid à -5 °C : germe en 3-4 semaines à 15-18 °C; division de la touffe ou boutures dès que la pousse commence au printemps
Habitats : pente, talus, jardin alpin, pierrier, crevasse.

## Statut de protection
En Suisse, l'espèce figure sur la liste rouge des plantes.